# Теофіл-Еміль Модельський
Теофіл-Еміль Модельський (Modelski Teofil Emil нар.16 листопада 1881 Львів, Австро-Угорщина — пом. 5 березня 1967 Краків Польща) — польський історик, архівіст. Доктор з 1909 та професор з 1924 в Львівському університеті імені Яна-Казимира. Жертва депортації польського народу з Галичини

## Біографія
Теофіл Еміль Модельський народився 16 листопада 1881 року в місті Львів, що входив на той час до Австро-Угорщини. Мама Розалія.
Навчався у Львівському університеті, в 1909 році під керівництвом професора Фінкеля захистив докторську дисертацію. З 1917 року доцент кафедри всесвітньої історії, історії середніх віків та історії Австрії. В 1918 році взяв участь в боях за Львів. нагороджений польським урядом. З 1924 року професор. З 1931 до 1939 року директор архіву. З 1933 34-й декан гуманітарного факультету. Працював в часописі «Kwartalnik Historyczny», та Польському історичному товаристві. Під час радянської окупації Львова працював у таємному університеті, продовжив викладати в цьому закладі під час німецької окупації. В 1945 році після депортації поляків з Галичини опинився в Вроцлавському університеті де став професором. З 1950-го року директор архіву Вроцлава.
Професор Модельський досліджував проблеми медієвістики з позитивіських позицій. Досліджував питання середньовічної Польщі, національних меншин Речі Посполитої.
Помер у Кракові 5 березня 1967 року, похований на Раковицькому кладовищі (LXVIII-19-97/98/99).

## Нагороди
- Лицарський хрест Ордена Відродження Польщі від 2 травня 1923 року.

## Цікаві факти
Брат Теофіла, генерал Ізидор Модельський, а двоюрідний брат польський політик Станіслав Відацький.

## Праці
- «Sprawa pogranicza polsko-ruskiego w badaniach ruskich», 1925